# Sergei Semjonowitsch Uwarow

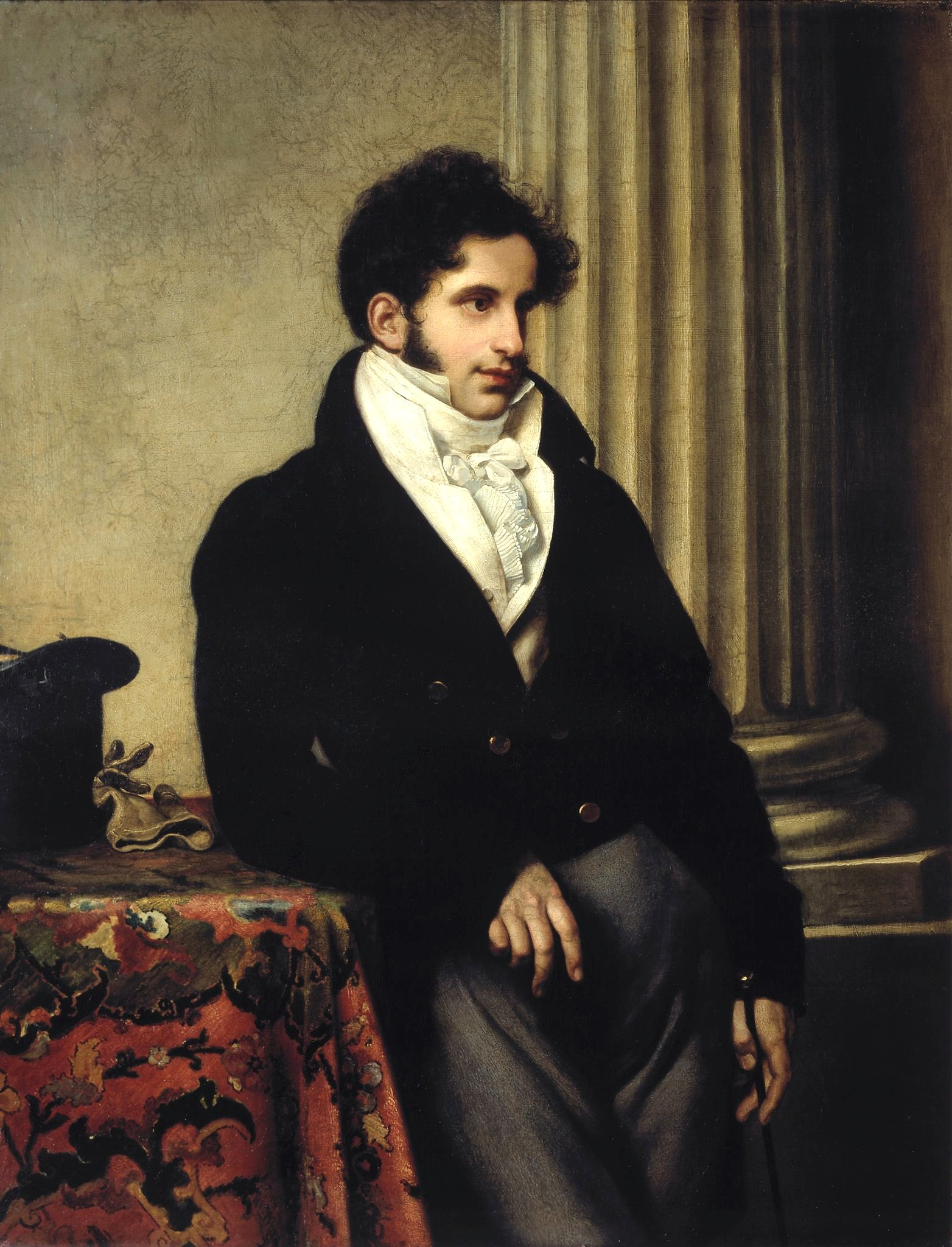
Sergei Semjonowitsch Uwarow, Porträt von Orest Kiprenski

Graf Sergei Semjonowitsch Uwarow (russisch Сергей Семёнович Уваров, wiss. Transliteration Sergej Semënovič Uvarov, von ihm in seinen Werken verwendete Form Ouvaroff; * 25. Augustjul. / 5. September 1786greg. in Moskau; † 4. Septemberjul. / 16. September 1855greg. ebenda) war ein russischer Diplomat, Literaturwissenschaftler und Politiker.

## Leben und Wirken

### Ausbildung und diplomatischer Dienst (1786–1810)
Uwarow stammt aus einer Adelsfamilie, die in Russland seit dem 15. Jahrhundert bekannt war. Seine Eltern waren Semjon Fjodorowitsch Uwarow (1743–1788), Kommandant des Garde-Grenadier-Regiments und Adjutant Grigori Alexandrowitsch Potjomkins, und dessen Ehefrau Darja Iwanowna Golowina (1735–1821). Sergei Uwarow stand unter der Patenschaft von Kaiserin Katharina II.
Nach dem Tod des Vaters wurde Sergei im Hause seiner Tante, einer Fürstin Kurakin, von Privatlehrern erzogen, sein Mentor für die klassischen Sprachen war Abbé Leonard de Manguine, ein Revolutionsflüchtling, der die Begeisterung für das Ancien Régime auf seinem Zögling übertrug. Die Großzügigkeit seines Onkels erlaubte Uwarow 1802 einen einjährigen Studienaufenthalt in Göttingen, wo er Vorlesungen über klassische Philologie hörte und Deutsch lernte.
Bereits 1801 war er als Kadett in den Dienst des Außenministeriums eingetreten, arbeitete dort nach seinem Göttinger Studienaufenthalt als Übersetzer und wurde 1804 zum Kammerjunker befördert. Als 1806 Alexander Borissowitsch Kurakin, ein Verwandter Uwarows, russischer Botschafter in Wien wurde, folgte ihm Uwarow 1807 als Botschaftsattaché. An der Seite Kurakins nahm er an den Verhandlungen Alexanders I. mit Napoleon 1807 in Tilsit und 1808 auf dem Erfurter Fürstenkongress teil. Die Erörterungen über Indien und das Osmanische Reich, denen er dort beiwohnte, weckten sein nachhaltiges Interesse am Orient.
Kurakin ging Ende 1808 als Botschafter nach Paris und wünschte Uwarow mitzunehmen, ließ ihn 1809 zum Botschaftssekretär in Paris ernennen, aber der 23-Jährige kehrte nach St. Petersburg zurück und verließ 1810 den diplomatischen Dienst. Als angehender Diplomat hatte er die europäische Lebensart kennengelernt, die Atmosphäre der Wiener Salons genossen und die Bekanntschaft berühmter Persönlichkeiten gemacht: Alexander von Humboldt, Johann Wolfgang von Goethe, Germaine de Staël, des in Wien lebenden ehemaligen russischen Botschafters Andrei Kirillowitsch Rasumowski und des französischen Diplomaten Charles-Joseph de Ligne.

### Schriftsteller und Staatsbeamter (1810–1832)
Im August 1810 heiratete Uwarow Jekaterina Alexejewna Rasumowskaja (1781–1849), die Tochter des Ministers für Volksbildung Alexei Kirillowitsch Rasumowski (1748–1822), und wurde bald darauf zum Kurator (russisch попечитель) des St. Petersburger Bildungsbezirks (bis 1822) und zum Mitglied des Hauptschulrats ernannt. Er reformierte die gymnasialen Lehrpläne nach dem Vorbild des klassischen humanistischen Gymnasiums, führte die Fächer klassische Sprachen, Religion, Russisch und russische Literatur neu ein, legte besonderen Wert auf die Fächer Geschichte und Geographie und strich Fächer wie Ökonomie, Handels- und Finanzwissenschaften, die Studienzeit wurde von 4 auf 7 Jahre verlängert.
Von 1818 bis zu seinem Tode war er Präsident der Russischen Akademie der Wissenschaften, deren Ehrenmitglied er schon seit 1811 war. 1819 wurde Uwarow (Neu-)Gründer und Rektor der Universität Sankt Petersburg. Von 1822 bis 1824 war er Direktor des Departements für Manufakturen und Binnenhandel, außerdem von 1823 bis 1826 Direktor der staatlichen Kredit- und Geschäftsbanken. Ab 1826 war er Senator.
Seit 1811 war er korrespondierendes, seit 1820 auswärtiges Mitglied der Göttinger Akademie der Wissenschaften. 1820 wurde er als auswärtiges Mitglied in die Académie des Inscriptions et Belles-Lettres sowie in die Königliche Gesellschaft der Wissenschaften in Kopenhagen und 1821 in die Bayerische Akademie der Wissenschaften aufgenommen.
Uwarow war Mitglied der von 1815 bis 1818 bestehenden literarischen Gesellschaft Arsamas, in der sich russische Schriftsteller zur Verspottung und Bekämpfung archaischer Traditionen der russischen Literatur zusammenfanden.

### Projekt einer asiatischen Akademie (1810)
Zurück in Petersburg setzte Uwarow 1810 seine in Wien begonnenen Orientstudien mit Unterstützung der in Russland lehrenden Orientalisten Ignaz Aurelius Feßler und Heinrich Julius Klaproth fort.
Zwischen 1810 und 1820 veröffentlichte er eine Reihe von Arbeiten, die einerseits den Gründen für Russlands Sieg über Napoleon nachgingen und andererseits dem griechisch-römischen Altertum galten wie z. B. Essai sur les Mysteres d'Eleusis (1812), geschrieben, nachdem ihn die Göttinger Gesellschaft der Wissenschaften zum Mitglied berufen hatte, oder die Goethe gewidmete und ihm zu Ehren auf Deutsch verfasste Abhandlung Nonnos von Panopolis der Dichter (1817).
Als erstes Werk erschien 1810 „Projet d’une academie asiatique“, mit dem er die russische Regierung zu überzeugen hoffte, in St. Petersburg eine Asiatische Akademie zu gründen – als erste Institution der Orientwissenschaften in Europa überhaupt. Er war überzeugt, dass Russland das Zentrum der gewünschten Erneuerung und Wiederbelebung der europäischen Kultur sein müsste, und nicht der Westen. Schon in Wien war Uwarow zu dem Schluss gelangt, dass die europäische Kultur erschöpft sei und eine Verjüngung brauche. Deshalb solle man "Kraft und Frische" im Osten suchen, in diesen "Quellen, uralt, vergessen, mit Trümmern übersät", woher Europa seinen Anfang nahm.
In den letzten Jahrzehnte des 18. Jahrhunderts war die Orientalische Renaissance als eine intellektuelle Bewegung entstanden. Aus der Überzeugung, dass die östliche Kultur ebenso reich wie die westliche und sogar die ursprünglichere sei, begann eine intensivere Beschäftigung mit dem Orient. Tatsächlich verbargen sich hinter dem Orientalismus auch europäische Kolonialinteressen.
Viele deutsche Schriftsteller, Philosophen und Wissenschaftler dieser Zeit folgten dieser Strömung und sahen in ihr den Beginn einer wirklichen Weltliteratur: Goethe (West-östlicher Divan), Schiller, Novalis, Fichte, Schelling, Friedrich Schlegel (Über die Sprache und Weisheit der Indier), Alexander von Humboldt und sein Bruder Wilhelm. Uwarow wurde zur Hauptstütze dieser Bewegung in Russland, dabei zeigte sein Orientalismus von Beginn an einen deutlich antiwestlichen Zug.
Das Werk, von dem er viele Exemplare an Freunde und einflussreiche Personen verschenkte, machte Uwarow schnell berühmt, Friedrich Schlegel und Goethe schätzten das Projekt, Joseph de Maistre gratulierte zum Angriff auf das 18. Jahrhundert, "die schändlichste Epoche des menschlichen Geistes". 1811 wurde Uwarow Ehrenmitglied der Akademie der Wissenschaften. Andere kritisierten seinen extremen Opportunismus und sahen in dem Werk den Versuch, sich bei den Behörden einzuschmeicheln. Tatsächlich verhalf es ihm zum Einstieg in ein neues Betätigungsfeld.
Auch später als Bildungsminister und Akademiepräsident förderte Uwarow die Orientalistik, die er als Suche nach der "Genealogie Europas" verstand. Für Politik und Kultur empfahl er das Studium des Ostens als Heilmittel für die heutige Ära des "allgemeinen Missbrauchs der Gedanken", wo die meisten Menschen vor jeder Neuerung im Staube kriechen. Er widersetzte sich dem „System der neuen Philosophen“ mit ihrem Materialismus und ihrer Religionsverleugnung. Die russische Jugend ermutigte er zum Studium ihrer nationalen Wurzeln, um die eigenen Werte zu bewahren und die Aufmerksamkeit von den revolutionären Ideen Europas abzulenken, die "europäische Ansteckung" zu vermeiden.
In den 1820er Jahren wurde auf Uwarows Vorschlag im Asiatischen Museum der Kaiserlichen Akademie der Wissenschaften in St. Petersburg ein Kabinett für östliche Medaillen, Manuskripte und Bücher eingerichtet.

### Minister für Volksbildung (1832–1849)
Uwarow wurde 1832 Stellvertreter, im folgenden Jahr Minister für Volksbildung und behielt dieses Amt bis 1849. In einem Bericht an Nikolaus I. Über einige Grundsätze für die Verwaltung des Ministeriums für Volksbildung formulierte er 1833 als Leitprinzip Die Erziehung des Volkes sollte im einheitlichen Geist von Orthodoxie, Autokratie und Nationalität durchgeführt werden (russisch Правосла́вие, самодержа́вие, наро́дность).
Nach Uwarows Überzeugung ist das russische Volk zutiefst religiös und dem Thron ergeben, der orthodoxe Glaube und die Autokratie sind unverzichtbare Bedingungen für die Existenz Russlands.
Dabei wurde Nationalität als die Verpflichtung verstanden, den nationalen Traditionen zu folgen und westliche Ideen – Freiheit des Denkens, Freiheit der Persönlichkeit, Individualismus und Rationalismus – zu bekämpfen.
In einem Rundschreiben seines Ministeriums an die Kuratoren der Bildungsbezirke schrieb Uwarow 1833:

“Es ist unsere gemeinsame Verpflichtung, dafür zu sorgen, dass die Erziehung des Volkes gemäß der höchsten Absicht unseres Monarchen im gemeinsamen Geist der Orthodoxie, der Autokratie und der Nationalität durchgeführt wird. Ich bin überzeugt, dass jeder Professor und Lehrer, der von ein und demselben Gefühl der Hingabe an den Thron und das Vaterland durchdrungen ist, all seine Kräfte einsetzen wird, um ein würdiges Werkzeug für die Regierung zu werden und ihr volles Vertrauen zu gewinnen.”

Die Triade Orthodoxie, Autokratie und Nationalität wurde zur bestimmenden ideologischen Doktrin der Regierungszeit Nikolaus’ I., sie war wohl bewusst als Gegenstück zur Losung der Französischen Revolution Freiheit, Gleichheit, Brüderlichkeit gebildet.
Uwarow arbeitete daran, den Zugang zu Bildung für Menschen nichtadliger Herkunft einzuschränken und die staatliche Kontrolle über die Universitäten und Gymnasien zu stärken, aber nur ein kleiner Teil der russischen Bevölkerung (nur Adlige, viele von ihnen ausländischer Abstammung) hatten Zugang zur Bildung. Die Universitäten waren klein und streng überwacht, besonders die potenziell gefährlichen philosophischen Fakultäten. Ihre Hauptaufgabe bestand darin, eine loyale höhere Bürokratie auszubilden.
Unter Uwarows Leitung wurde der Grundstein für eine echte Bildung in Russland gelegt und die Praxis der Entsendung von Wissenschaftlern ins Ausland wiederhergestellt. Er brachte die russische Bildung auf ein neues Niveau, trotz seiner reaktionären Ideologie. Unter ihm erreichten zumindest die  Gymnasien und Universitäten europäisches Niveau.
Uwarow gründete über 700 Lehranstalten (unter anderem die Universität zu Kiew und die zur Akkulturation der jüdischen Bevölkerung gedachten Rabbinerseminare: Rabbinerseminar Wilna und Rabbinerseminar Schitomir) sowie gelehrte Gesellschaften, Bibliotheken und Museen und sorgte für bessere Dotierung des Lehrpersonals. Als nach den Ereignissen von 1848 das russische Unterrichtswesen noch größeren Einschränkungen unterworfen wurde, zog sich Uwarow vom Ministerium zurück.

## Das Bild Uwarows im heutigen Russland
Mit einer Rede auf dem 7. Rektorenkongress (2002) erklärte Wladimir Putin das Konzept der russischen Bildung, das auf der Idee des Staates als Gründer und oberstem Führer der Schule basiert, der nicht nur die Kosten für ihren Unterhalt, sondern auch die volle Verantwortung für die Qualität der Bildung trägt. Dieser offiziellen Vorgabe folgt ein umfangreiches Werk über die Universitäten im Goldenen Zeitalter der russischen Kultur, den das russische Bildungsministerium 2006 dem VIII. Rektorenkongress vorlegte. Darin befasst sich Kapitel 2.4 ausführlich mit der Rolle Uwarows.
Die Autoren zeichnen Uwarow als bedeutende historische Persönlichkeit mit herausragenden Verdiensten um die Entwicklung des Konzepts der russischen Bildung: Es ist schwierig, unter den Persönlichkeiten des neunzehnten Jahrhunderts einen ebenbürtigen Vertreter zu finden. … Bei der Entwicklung der Bildungsideologie … ging Uwarow davon aus, dass Russland im Gegensatz zu anderen Ländern und Nationen Europas ein besonderer Staat und ein besonderes Volk war. … Russland unterschied sich von europäischen Ländern in seinem nationalen Charakter, seinem orthodoxen Glauben und seiner Lebensweise, und, wie er glaubte, nicht zum Schlechteren. Uwarow war einer der ersten, die ernsthaft über ein so wichtiges Element und einen aktiven Faktor im nationalen Bildungssystem wie die orthodoxe Ethik sprachen. Inzwischen ist die Bedeutung dieses Elements offensichtlich, das für die Entwicklung des Bildungssystems in jedem Land unverzichtbar ist.
Orthodoxie und Nationalität stehen nicht mehr in Frage, und gibt es heute einen Kritiker, der es auf sich nimmt, sie öffentlich zu verurteilen? Und wenn wir die Autokratie nicht im engeren Sinne nur als monarchische Staatsform verstehen, sondern als eine MACHT ohne das Präfix «Selbst», die die Einheit der staatlichen Bildungspolitik zum Ausdruck bringt, dann spiegelten die Vorstellungen des Ministers [Uwarow] die objektive Entwicklungsnotwendigkeit wider und sind im Einklang mit unserer Zeit. … Und heute können wir mit Recht, die russische Staatlichkeit als Autokratie des Volkes interpretieren. (Die Diktatur des Proletariats wurde in der Sowjetunion als wahre Demokratie interpretiert.)
Uwarows heftige Eingriffe in die Universitäts-Autonomie durch das Universitätsstatut von 1835 versuchen die Autoren ins Positive umzudeuten: Die neue Organisation der Universitätsinspektion, die Unterwerfung der Studenten unter die wachsame Aufsicht der Verwaltung und die Einführung einer strengen Disziplin sollten das System der Maßnahmen vervollständigen, mit denen die Regierung die Studenten vor "schädlichen" sozialen und politischen Einflüssen schützen wollte, die "den Grundsätzen der russischen Staatsordnung zuwiderlaufen". … Trotz der scheinbar übertriebenen Strenge der neuen Ordnungen und der rigiden Regulierung des universitären Lebens war die tatsächliche Situation an den Universitäten jedoch nicht durch einen völligen Mangel an Freiheit und Demokratie gekennzeichnet, wie liberale Quellen vermuten ließen, die geprägt sind von einfältigen und enthusiastischen Vorstellungen von abstrakten "universellen menschlichen Werten", von absoluter akademischer Freiheit und universitärer Autonomie, die in Westeuropa vorherrschen.
Als bevollmächtigter Vertreter der Autokratie im geistigen Bereich verkörperte er [Uwarow] sicherlich das herrschende Regime. Aber das Russland von Nikolaus ist nicht nur Polizeibrutalität … es ist auch das zweite Viertel des goldenen Zeitalters der russischen Kultur, als Puschkin, Gogol, Lermontov, Belinsky, Herzen … wirkten. Und Uwarow gehörte beiden Russlands an, das ist die Dialektik und vielleicht die Tragik seiner Persönlichkeit.
„Dialektik und vielleicht Tragik“ ist für die Autoren das Äußerste an nicht eindeutig positiver Wertung. Als Beispiel einer negativen Einschätzung, wie sie in der Literatur lange Zeit überwog, zitieren sie: Uwarow war ein Aufklärer in der Ära Alexanders, als er dem Liberalismus zugeneigt war … Während der Regierungszeit von Nikolaus I. vertrat Uwarow konservative Positionen. Seine Aufklärungsideologie erfuhr im Laufe der Zeit erhebliche Veränderungen. Von einem Aufklärer westeuropäischer Prägung mit kosmopolitischen Idealen von Freiheit, Gleichheit und Brüderlichkeit wurde er zu einem Aufklärer, der Autokratie, Orthodoxie und Nationalität predigte. und unterstellen den russischen Verfassern, sie seien in ehrfürchtiger Betrachtung der «universellen Werte» des Westens erstarrt.
Die Autoren geben zum Abschluss folgende Gesamtbewertung von Uwarows Wirken als Bildungsminister: Er war kein Konservativer und nicht einmal nur ein Erzieher. Zunächst einmal ist er ein Schöpfer. Als unermüdlicher Arbeiter und Reformer im besten Sinne des Wortes war S. S. Uwarow eher ein Baumeister, geschickt und gewissenhaft, und während er neue Stockwerke der russischen Bildung errichtete, baute er gleichzeitig die alten Räumlichkeiten um und überholte sie und stärkte das Fundament auf jede erdenkliche Weise , das heißt, er blickte in die Zukunft, also in unser Heute.
Besondere Anerkennung verdient die Verwurzelung der Schule im jahrtausendealten Spektrum der orthodoxen Kultur, die Gegenstand seines besonderen Anliegens war. Das, was ihm traditionell vorgeworfen wurde, sollte man ihm anrechnen. S. S. Uwarow ist eine der Persönlichkeiten, deren kreative Arbeit, die sich mit der Arbeit von Generationen von Anhängern der Hochschulbildung entwickelt hat, die Universität geschaffen hat, die ein Jahrhundert später den Großen Vaterländischen Krieg gewann und den Menschen in den Weltraum beförderte. Betrachten wir die Entstehung der Universität russischen Typs in einem historischen Rückblick, wird die wahre Rolle von Uwarow deutlich, der zuverlässige und mächtige tragende Pfähle in das vom großen Lomonosov gelegte Fundament trieb.
Er trug mit all seinen vielfältigen und fruchtbaren Aktivitäten zur Etablierung und Entwicklung der besten angestammten Merkmale der russischen Universität bei. Vielleicht wurde er deshalb viele Jahre lang von Literaturkritikern heftig angegriffen, die in ihm einen Streiter des russischen Bildungsmodells sahen. So wird Sergej Semjonowitsch Uwarow, Minister, Schöpfer und Erzieher, heute im Spektrum der Erfahrungen der vergangenen und nicht fruchtlos verstrichenen Jahrzehnte gesehen. Wir sehen ihn vor allem … als jemanden, der die Theorie und Praxis der Hochschulbildung mit der nationalen Bildungsdoktrin und dem Konzept der russischen Bildungsmodelle bereicherte.

## Familie
Sergei Semjonowitsch Uwarow heiratete Jekaterina Alexejewna Rasumowskaja (* 1781; † 1849), die Tochter von Alexei Kirillowitsch Rasumowski und Warwara Petrowna Rasumowskaja. Sein Sohn Alexei Sergejewitsch Uwarow wurde Archäologe.

## Schriften
- Projet d’une academie asiatique, St.-Pétersbourg, 1810 eingeschränkte Vorschau in der Google-Buchsuche
- Eloge funèbre de Moreau, St.-Pétersbourg, 1813 eingeschränkte Vorschau in der Google-Buchsuche
- L'Empereur Alexandre et Bonaparte, St.-Pétersbourg, 1814
- Stein et Pozzo die Borgo, St.-Pétersbourg, 1846 eingeschränkte Vorschau in der Google-Buchsuche

Von seinen Schriften, die ein gründliches Studium der ausländischen Literaturen bekunden, sind hervorzuheben:
- Essai sur les mystères d'Eleusis, (1. Ausgabe: St.-Pétersbourg, 1812; 2. Ausgabe: St.-Pétersbourg, 1815; 3. Ausgabe: Paris, 1816 Digitalisat)
- Nonnos von Panopolis der Dichter – Ein Beytrag zur Geschichte der griechischen Poesie, mit einer Widmung „An Göthe“, deutsch, St. Petersburg, 1817 eingeschränkte Vorschau in der Google-Buchsuche
- Un examen critique de la fable d'Hercule, comennté par Dupuis, 1819

- Études de philosophie et de critique, Paris, 1843
- Esquisses politiques et littéraires, Paris, 1848 Digitalisat

## Ehrungen
Als Würdigung seiner großen Verdienste bei der Entwicklung der Wissenschaften in Russland benannte man Uwarowit, ein seltenes Mineral aus der Granatgruppe, nach ihm.

### Uwarow-Preis
Zum Andenken an seinen Vater stiftete Uwarows Sohn Alexei Sergejewitsch Uwarow 1856 einen Preis für Werke zur russischen Geschichte und für dramatische Werke. In einem Brief vom 18. Februarjul. / 1. März 1856greg. an den Präsidenten der Akademie der Wissenschaften in Sankt Petersburg schlug er vor, jährlich einen großen Preis, der mit 1500 Rubel dotiert ist, zwei kleinere mit je 500 Rubel und einen Förderpreis mit 500 Rubel zu verleihen. Das Preisgeld von insgesamt 3000 Rubel stellte er selbst zur Verfügung. 1876 entschied er, für dramatische Werke künftig keine Preise mehr zu vergeben. Die Auszeichnung vergab die 2. Abteilung der Akademie der Wissenschaften. Der Uwarow-Preis wurde mit Unterbrechungen von 1857 bis 1917 verliehen.